# رائد الكرمي
رائد الكرمي (أبو فلسطين؛ وُلِد في 28 يناير 1974 في طولكرم – اغتيل في 14 يناير 2002 في طولكرم) هو قائد عسكري فلسطيني، وهو القائد العام لكتائب شهداء الأقصى في فلسطين. اغتالته إسرائيل بعد عدة محاولات اغتيال سابقة فاشلة، وردت حركة فتح على الاغتيال بقتل ما مجموعه 133 إسرائيليًا خلال الشهر الأول فقط من اغتياله، كما نفذت أيضًا حركة فتح ردًا على اغتياله عمليات تفجيرية داخل إسرائيل وذلك لأول مرة في تاريخها.

## نشأته وحياته
وُلِد رائد «محمد سعيد» رائف الكرمي في مدينة طولكرم في الضفة الغربية بتاريخ 28 يناير 1974.
شارك في الانتفاضة الاولى ثم انضم إلى صفوف حركة فتح، بعد ذلك أصيب واعتقل في العام 1991، وأطلق سراحه في العام 1995. انضم إلى الأجهزة الأمنية الفلسطينية كضابطًا في جهاز المخابرات العامة الفلسطينية.
بعد اغتيال الدكتور ثابت ثابت مسؤول فتح الأول في مدينة طولكرم، كان لرائد السبق في تشكيل «كتائب الشهيد الدكتور ثابت ثابت» التي قررت الانتقام لاغتيال ثابت ثابت، وقد شكلت هذه الكتائب النواة الأولى لكتائب شهداء الأقصى والتي كان ثابت ثابت قد وضع إطارها العام قبل اغتياله بوقتٍ قصير، وبفعل هذا فقد أطلق الإسرائيليون على مدينة طولكرم اسم «عاصمة الإرهاب» و«مرتع الإرهابيين»، وقد عرف الكرمي بمقولته الشهيرة: «إن لم يكن هناك أمن لسكان طولكرم، فلن يكون هناك أمن لسكان تل أبيب». يلقب الكرمي بـ«صقر الكتائب» وبـ«صاحب الرد السريع».

## عائلته
نشأ رائد الكرمي وعاش في مدينة طولكرم في كنف عائلة عرفت بالعلم والنضال؛ فهو ابن العائلة التي أخرجت كل من عبد الكريم الكرمي، وعبد الغني الكرمي، وحسن الكرمي، وأحمد شاكر الكرمي، ومحمود الكرمي، وسعيد بن علي الكرمي، وعلي بن منصور الكرمي، وزهير الكرمي، وغادة الكرمي، وسهام الكرمي، وطارق الكرمي، وغيرهم. وهو أيضًا قريب نشأت الكرمي قائد كتائب القسام في الضفة الغربية.

## رد الكرمي على اغتيال ثابت ثابت
في 31 ديسمبر 2000، اغتالت إسرائيل ثابت ثابت المسؤول الكبير في حركة فتح أثناء خروجه من منزله في مدينة طولكرم، ويعرف ثابت ثابت بأنه الصديق والرجل المقرب جدًا لرائد الكرمي.
كرد على عملية الاغتيال؛ قام الكرمي ومجموعاته بقتل مستوطنين إسرائيليين اثنين كانا يتناولا «الحمص» و «الفلافل» داخل مطعم شعبي شهير في وسط مدينة طولكرم.

## المطلوب رقم واحد
وجهت إسرائيل للكرمي تهمًا تتعلق بمقتل وإصابة عشرات الإسرائيليين، وفي أغسطس 2001 أدرجته إسرائيل ضمن مقدمة «قائمة أخطر المطلوبين»؛ حيث تقول إسرائيل إن الانتفاضة الفلسطينية الثانية كانت تزداد سوءً كل يوم بسببه.

## وساطات دولية
اتهمت إسرائيل السلطة الوطنية الفلسطينية بدعم «الإرهاب» من خلال دعم قادة السلطة للكرمي حسب ما قالت إسرائيل. في 14 يونيو 2001 طالبت إسرائيل السلطة الفلسطينية باعتقال الكرمي، وفي منتصف سبتمبر 2001 توصل الرئيس ياسر عرفات مع إسرائيل إلى تهدئة ووقف إطلاق نار برعاية دولية، وذلك لوقف الحرب المندلعة منذ 11 سبتمبر 2000 عندما اقتحم شارون الأقصى، وقد طلب مبعوث السلام الأمريكي أنتوني زيني من الرئيس ياسر عرفات وضع الكرمي في سجن فلسطيني، وعليه فقد أعلنت السلطة الفلسطينية بأنها ستضع الكرمي في السجن للتوضيح للعالم بأنها ملتزمة ببنود التهدئة، ووصل إلى المنطقة المبعوث الأوروبي لمراقبة التهدئة، وزار المبعوث الأوروبي الكرمي داخل السجن، والتقط صورة مع الكرمي.
في أعقاب ذلك، اتهمت إسرائيل السلطة الفلسطينية بعدم اعتقالها للكرمي، وقالت إسرائيل أن ما جرى كان عملية خداع للمبعوث الأوروبي، من خلال طلب السلطة الفلسطينية من الكرمي أن يقوم بتمثيل «مسرحية أمام المبعوث الأوروبي»، حيث قالت إسرئيل إن «السلطة الفلسطينية طلبت من الكرمي أن يأتي إلى السجن الفلسطيني لساعة من الزمن، من أجل إظهار أن السلطة الفلسطينية تكافح الإرهاب أمام المبعوث الأوروبي».
في 16 ديسمبر 2001 منحت إسرائيل فرصة أخيرة للرئيس ياسر عرفات للقيام باعتقال الكرمي وإلا ستقوم القوات الإسرائيلية باغتياله، ودعت إسرائيل السلطة الفلسطينية لوقف هجمات كتائب الكرمي على الإسرائيليين، والالتزام باتفاق وقف إطلاق النار القائم.

## الاغتيال وردود الفعل

### محاولات اغتياله
كان رئيس الحكومة الإسرائيلية أرئيل شارون يتصل يوميًا كل صباح برئيس جهاز الشاباك آفي ديختر ويقول له: «لماذا لا يزال الكرمي على قيد الحياة. أطالبكم باغتياله، وأطلب منك أن تقضي عليه». حاولت إسرائيل اغتيال الكرمي أربعة مرات لكن كافة المحاولات فشلت؛ كان منها محاولة اغتياله بتاريخ 6 سبتمبر 2001 عبر قصف مركبته في طولكرم من قبل مروحيتان إسرائيليتان، إلا أن الكرمي نجى بأعجوبة، في حين قتل اثنين من مرافقيه.
في 29 مايو 2020 أعلنت إسرائيل ولأول مرة أن جهاز الشاباك حاول اغتيال الكرمي عدة مرات، لكن كافة المحاولات فشلت، ولم يتم الكشف عنها منذ ذلك الوقت، كما جاء على لسان نائب رئيس جهاز الشاباك.

### الضوء الأخضر
رغم التهدئة القائمة آنذاك بين الجانبين، أعطى رئيس الوزراء الإسرائيلي أرئيل شارون الضوء الأخضر لاغتيال الكرمي، وقد عارض مسؤولين إسرائيليين فكرة الاغتيال، منهم وزير الأمن بنيامين بن إليعازر، ومستشار الشاباك ماتي شطاينبرغ. كما قام خمسة رؤساء سابقين للشاباك بسؤال رئيس جهاز الشاباك آفي ديختر عن كيف يمكنه كرئيس للشاباك المصادقة على عملية كهذه ستفجر الأوضاع، لكن ديختر شرح لهم أنه تلقى الأمر من شارون، وأن عليه التنفيذ، وأن الكرمي غير ملتزم بالتهدئة ولا بوقف إطلاق نار، وأنه يجهز لهجمات جديدة أخرى على إسرائيل.

### تنفيذ اغتيال الكرمي
|                                                                        |  |  |
| جانب من مقبرة المسيحيين في مدينة طولكرم، حيث اغتيل رائد الكرمي بجانبها |  |  |

في حوالي الساعة العاشرة وخمس وأربعين دقيقة من صباح يوم الاثنين 14 يناير 2002، خرج الكرمي سيرًا على الأقدام من منزله الكائن بجوار «مقبرة المسيحيين» في مدينة طولكرم، وخلال سيره قامت إسرائيل بتفجير عبوة ناسفة ضخمة مخفية زرعها له جهاز الشاباك في أحد الجدران بجانب المقبرة المسيحية بالمدينة، الأمر الذي أدى إلى مقتله على الفور.

### ردود الفعل على اغتيال الكرمي
نجحت عملية اغتيال الكرمي هذه بعد فشل محاولات الاغتيال السابقة، وفور ذلك اتهمت السلطة الفلسطينية إسرائيل بـ«تفجير الموقف وإلغاء وقف إطلاق النار»، حيث جاء اغتيال الكرمي في وقت توصل فيه الفلسطينيون والإسرائيليون إلى هدنة ووقف إطلاق نار مؤقت خلال الانتفاضة الثانية، لكن الاغتيال أدى إلى نسف الهدنة واشتعال الأوضاع في عموم فلسطين؛ حيث ردت حركة فتح بإرسال انتحاريين إلى إسرائيل مما أدى إلى مقتل ما مجموعه 133 إسرائيليًا خلال الشهر الأول فقط من مقتل الكرمي، وهو الأمر الذي دفع لاحقًا بوزير الدفاع الإسرائيلي آنذاك بنيامين بن إليعازر للقول: «إن اغتياله كان أكبر خطأ في حياتي». وقد عُرِفَ اغتيال الكرمي بأنه «الاغتيال الأكثر كلفة على إسرائيل».
وكان من أبرز العمليات العسكرية الفلسطينية ردًا على اغتيال الكرمي كل من هجوم بار متسفا في الخضيرة بتاريخ 17 يناير 2002، وعملية القدس بتاريخ 22 يناير 2002، وغيرها العديد.

### قالوا عن الاغتيال
- في 29 مايو 2020، قال نائب رئيس جهاز الشاباك الإسرائيلي السابق يتسحاق إيلان: «إن اغتيال الكرمي كان ضرورة ملحة، حيث رفض الكرمي عرضًا أوروبيًا لوقف الهجمات، بعد أن نقلت حركة فتح العرض له لدراسته، ورئيس الوزراء أرئيل شارون كان مهتمًا جدًا باغتياله».[37][38]
- في 27 سبتمبر 2020، قال نائب رئيس جهاز الشاباك الإسرائيلي الأسبق يوسي بن أريه: «نقطة التحوّل في موقف الزعيم الفلسطيني ياسر عرفات باتجاه الذهاب لخيار الانتفاضة الثانية، كانت بسبب اغتيال رائد الكرمي قائد كتائب شهداء الأقصى في الضفة الغربية».[39]
- وفي 27 سبتمبر 2020 أيضًا، قال المحلل السياسي الإسرائيلي عوفر أديرت: «اغتيال الكرمي كان نقطة تحوّل في الانتفاضة الفلسطينية الثانية ومؤشرًا على انضمام حركة فتح وكتائب شهداء الأقصى إلى تنفيذ العمليات داخل إسرائيل».[39]

## جنازته
شارك آلالاف الفلسطينيين من كافة المناطق في جنازة تشييع الكرمي الضخمة في مدينة طولكرم، ودفن في المدينة.

## تخليده
تخليدًا لرائد الكرمي فقد أطلق اسمه على أحد شوارع مدينة طولكرم؛ وفي ضوء ذلك اتهمت إسرائيل السلطة الفلسطينية بـ«تمجيد الإرهابيين والإرهاب» من خلال تسمية الشارع باسم الكرمي.

ملصق لرائد الكرمي في الذكرى السنوية الأولى لاغتياله.

## وصلات خارجية
- الفيلم القصير عن رائد الكرمي على يوتيوب.
- جنازة رائد الكرمي في مدينة طولكرم على يوتيوب.
- برنامج جولة في الصحافة العبرية على قناة معًا: الانتفاضة الثانية واغتيال رائد الكرمي على يوتيوب.